# Chronologie de la cryogénie
La cryogénie est l'ensemble des techniques de production du froid.

## Histoire
Les grandes dates de l'histoire de la cryogénie sont :
1789 : Martin van Marum liquéfie l’ammoniac par simple compression en voulant vérifier la loi de Boyle-Mariotte : {\displaystyle {\frac {PV}{T}}=constante\,}
1823 : Michael Faraday liquéfie le chlore de la même façon mais échoue avec les gaz de l’air qu’il considère donc comme des « gaz permanents ». En 1845 : Michael Faraday était capable de liquéfier les gaz les plus connus alors. Six d'entre eux, cependant, résistaient encore, ils étaient désignés à l'époque gaz permanents : oxygène, hydrogène, azote, monoxyde de carbone, méthane, monoxyde d'azote.
1852 : James Prescott Joule et William Thomson montrent que la détente rapide d’un gaz peut conduire à un refroidissement sensible de celui-ci.
1863 : T. Andrews montre que : Tliq = f(P) < Tcritique du gaz.
1877 : Louis Paul Cailletet liquéfie l’oxygène et l’azote. Cela invalide l’appellation « gaz permanents ». Mais il rencontre des problèmes de stockage des gaz liquéfiés.
1892 : James Dewar résout le problème du stockage des gaz liquéfiés en créant le premier cryostat, puis liquéfie l’hydrogène.
1908 : H. K. Onnes liquéfie l’hélium dans le cadre de ses travaux sur la supraconductivité.

## Température d'ébullition des gaz qui ont marqué l'histoire de la cryogénie
| Gaz                 | T° d'ébullition (°C) | Cryogénique (T < -150 °C) |
| ------------------- | -------------------- | ------------------------- |
| Butane              | -0,5                 | Non                       |
| Ammoniac            | -33,35               | Non                       |
| Chlore              | -34,04               | Non                       |
| Dichlore            | -34,6                | Non                       |
| Propane             | -42,1                | Non                       |
| Dioxyde de carbone  | -78,5                | Non                       |
| Monoxyde d'azote    | -151,8               | Oui                       |
| Méthane             | -161,52              | Oui                       |
| Oxygène             | -183                 | Oui                       |
| Monoxyde de carbone | -191                 | Oui                       |
| Azote               | -195,8               | Oui                       |
| Néon                | -246,1               | Oui                       |
| Hydrogène           | -252,8               | Oui                       |
| Hélium              | -268,9               | Oui                       |

Le zéro absolu est aux environs de -273 °C.